# Mecedanum erichsoni
Mecedanum erichsoni is een keversoort uit de familie somberkevers (Zopheridae). De wetenschappelijke naam van de soort werd in 1893 gepubliceerd door David Sharp.